# غينارو نييرا
غينارو نييرا (بالإسبانية: Genaro Neyra)‏ هو لاعب كرة قدم بيروفي في مركز الوسط، ولد في 8 أكتوبر 1952 في أريكيبا في بيرو. شارك مع منتخب بيرو لكرة القدم. أما مع النوادي، فقد لعب مع سبورتينغ كريستال ونادي ميلغار أريكيبا.

## وصلات خارجية
- غينارو نييرا على موقع ناشيونال فوتبول تيمز (الإنجليزية)